# Gastrotheca nebulanastes
Espèce
Gastrotheca nebulanastes est une espèce d'amphibiens de la famille des Hemiphractidae.

## Répartition
Cette espèce est endémique de la région de Cuzco au Pérou. Elle se rencontre dans le parc national de Manú dans la vallée du río Kosñipata entre 2 000 et 3 300 m d'altitude dans la cordillère Orientale.

## Publication originale
- Duellman, Catenazzi & Blackburn, 2011 : A new species of marsupial frog (Anura: Hemiphractidae: Gastrotheca) from the Andes of southern Peru. Zootaxa, no 3095, p. 1-14.